# VII Dwór
VII Dwór – jedna z trzydziestu pięciu jednostek pomocniczych (dzielnic) Gdańska, położona na wzniesieniu, na skraju Lasów Oliwskich. Graniczy od wschodu z dzielnicą Strzyża (granica biegnie w pobliżu linii Pomorskiej Kolei Metropolitalnej), od południa z Wrzeszczem Górnym i Brętowem, od zachodu i północy otoczona jest dzielnicą Oliwa.
VII Dwór to osiedle mieszkaniowe głównie z niską zabudową blokową oraz domami jednorodzinnymi. Na terenie dzielnicy znajdują się Parafia św. Stanisława Kostki, meczet muzułmański z minaretem, 7 Szpital Marynarki Wojennej, Szkoła Podstawowa nr 70 z Oddziałami Sportowymi, Gdańska Szkoła Szermierki, domy studenckie Uniwersytetu Gdańskiego, przychodnia zdrowia oraz korty tenisowe.

## Historia

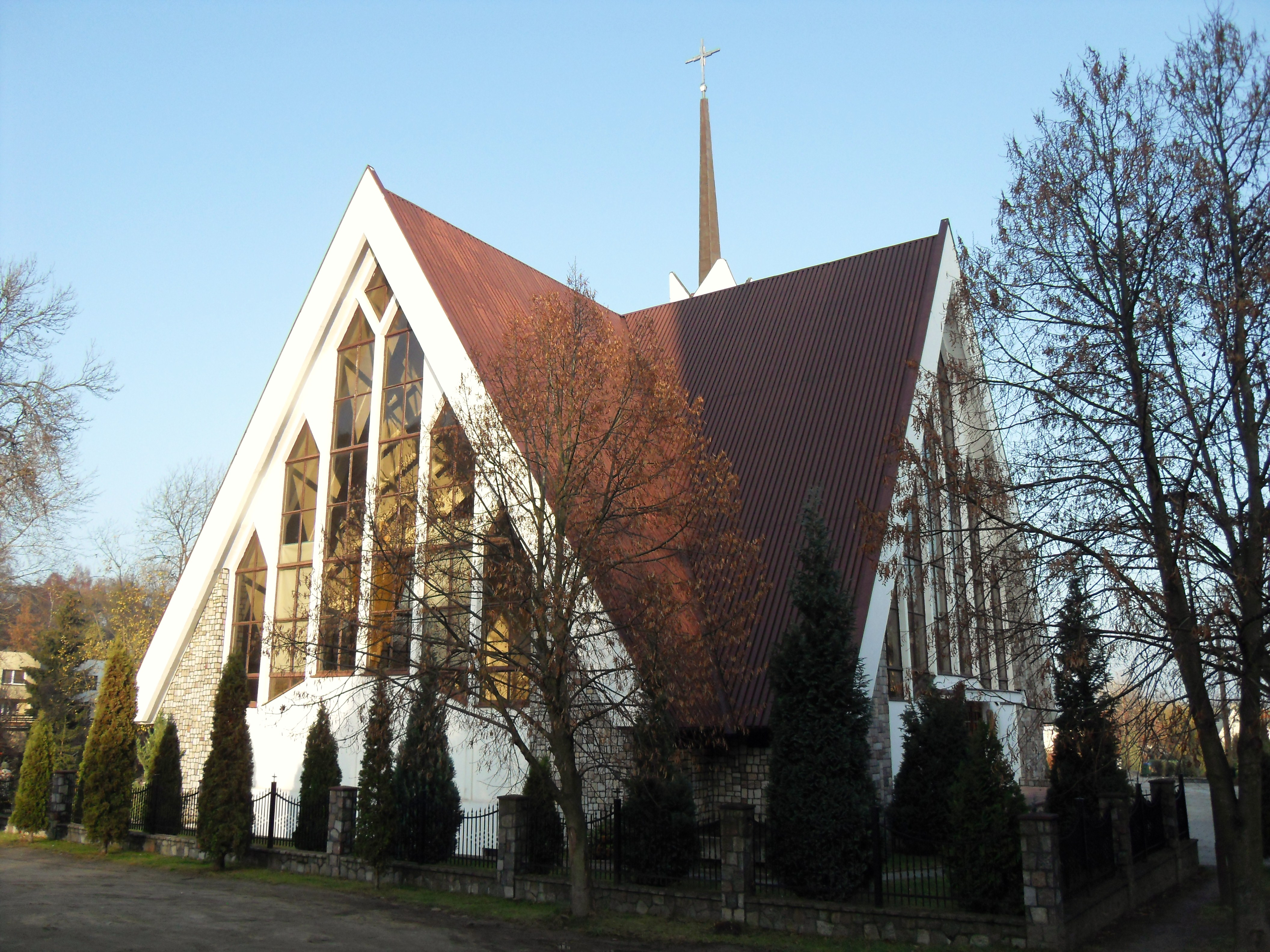
Kościół pw. Świętego Stanisława Kostki

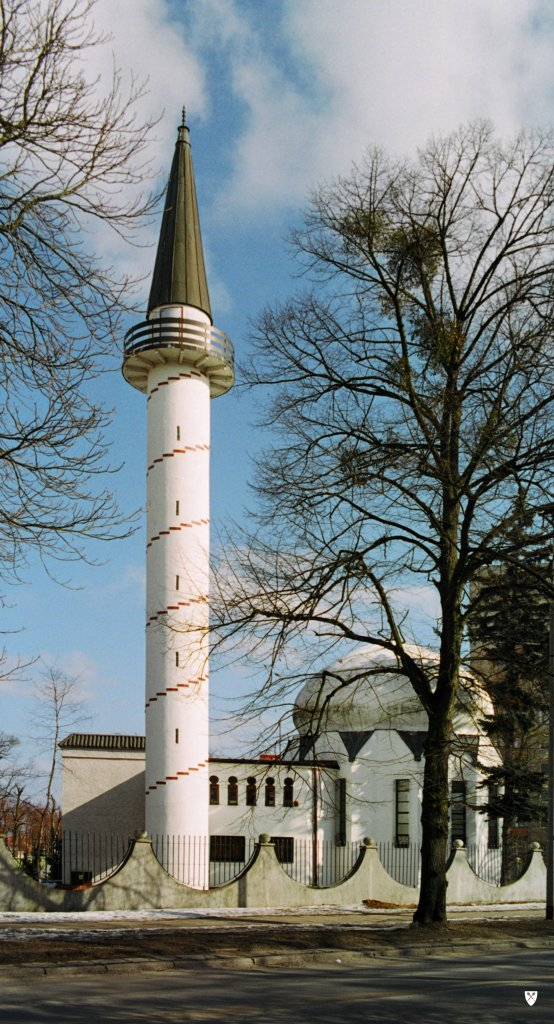
Meczet przy skrzyżowaniu ul. A. Abrahama z ul. Polanki

Na Polankach w okolicy VII Dworu znajdowało się cmentarzysko z grobami z okresu wpływów rzymskich.
Przy obecnej ulicy Abrahama, na obrzeżu Lasów Oliwskich, u wylotu Doliny Samborowo i wylotu Zielonej Doliny znajdowała się posiadłość zwana VI Dworem. W głównym budynku tej posiadłości (albo w I Dworze) w 1807 stacjonował Napoleon Bonaparte. VI Dwór strawił pożar w XIX w. niedługo po wizycie Napoleona. Współcześnie zamieszkiwane w tym miejscu są jedynie dawne zabudowania gospodarskie.
VII Dwór zlokalizowany był w rejonie ul. Chełmońskiego. Pierwsze wzmianki o znajdującym się w miejscu obecnej dzielnicy zespole dworskim pochodzą z 1632. VI Dwór, zwany również „Dworem Clemena” („Clemenshof”), stanowił między innymi własność Henryka Eppsteina, Izaaka Clemena, Dawida Schillera (od 1716) i starosty tolkmickiego Georga Wilhelma Goltza. Od 1760 był własnością Jana Gabriela Schmidta. 
Pozostałością po nim jest aleja lipowa wzdłuż ul. Chełmońskiego i Drożyny, która stanowiła drogę dojazdową. W 1945 VII Dwór został zniszczony (spalili go żołnierze radzieccy na podstawie tego samego rozkazu, na mocy którego spalone zostało zabytkowe centrum w Gdańsku) i poddany rozbiórce. Do zespołu dworskiego nawiązuje też obecnie osiedlowa ulica „VII Dwór”. Współcześnie zamieszkiwane w tym miejscu są jedynie trzy zabudowania gospodarskie przy tej ulicy.
VII Dwór został włączony w granice administracyjne Gdańska w 1926.
W 1931 został zbudowany przy ul. Polanki klinkierowy budynek tzw. „Sanatorium Leśnego”, według projektu Fritza Högera. Po II wojnie światowej powstał obok gmach Szpitala Marynarki Wojennej.
Po II wojnie światowej w VII Dworze powstało osiedle Politechniki Gdańskiej. 21 marca 1959 został położony przy ulicy Rodakowskiego kamień węgielny pod budowę „Osiedla Młodych im. Janka Krasickiego”. Spółdzielnia Mieszkaniowa „Osiedle Młodych” ukończyła budowę osiedla w 1967.
W obrębie VII Dworu od przełomu lat 60. i 70., do końca lat 80. XX wieku znajdował się wyciąg narciarski, prowadzący na pobliskie wzgórze morenowe, które nosi nazwę „Lagry” (nazywane przez mieszkańców również wzgórzem „Trzech Rycerzy”). Nazwa „Lagry” pochodzi od mieszczącej się tam w latach 1941–1945 filii malborskiego obozu jenieckiego Stalag XX B/Z Danzig-Oliva, przeznaczonego głównie dla jeńców radzieckich. Obóz z 10 barakami na 2500 osób mieścił się na miejscu obecnego osiedla przy ulicach Rodakowskiego i Norblina. Po wojnie ekshumowano stamtąd 276 szczątków Rosjan, którzy zginęli lub zmarli w obozie.
W latach 1984–1990 został zbudowany meczet.
Od początku lat 60. XX wieku do 1993 na osiedlu znajdował się ustawiony tu jako pomnik samolot Jak-11.
Do 24 lipca 2007 na osiedlu znajdował się monumentalny pomnik Janka Krasickiego.

## Pomniki przyrody
Na terenie osiedla znajduje się 17 pomników przyrody: 9 pojedynczych drzew, 6 grup drzew i 2 głazy narzutowe, w tym Głaz Borkowskiego z wykutym napisem.

## Rada Dzielnicy

### IV kadencja 2024–2029[21][22][23][24][25][26]
- Przewodniczący Zarządu Dzielnicy 
  - Arkadiusz Kryczałło
- Przewodniczący Rady Dzielnicy 
  - Wojciech Tysler

### III kadencja 2019–2024[27]
- Przewodniczący Zarządu Dzielnicy 
  - Kazimierz Stencel
- Przewodniczący Rady Dzielnicy 
  - Sławomir Jabłoński

### II kadencja 2015–2019[28][29]
- Przewodniczący Zarządu Dzielnicy 
  - Kazimierz Stencel
- Przewodniczące Rady Dzielnicy 
  - Beata Łopatniuk (2017–2019)
  - Barbara Kaczmarek (2015–2017)

### I kadencja 2011–2015[30][31]
do 1 czerwca 2014 jako Rada Osiedla
- Przewodnicząca Zarządu Dzielnicy 
  - Beata Łopatniuk
- Przewodniczący Rady Dzielnicy 
  - Tomasz Zajkowski